# برلین غربی (نیوجرسی)
برلین غربی (به انگلیسی: West Berlin) یک منطقهٔ مسکونی در ایالات متحده آمریکا است که در شهر برلین واقع شده‌است. برلین غربی ۵۱ متر بالاتر از سطح دریا قرار دارد.